# زامبروتا (مینه‌سوتا)
زامبروتا، مینه‌سوتا (به انگلیسی: Zumbrota, Minnesota) یک شهر در ایالات متحده آمریکا است که در شهرستان گودهیو، مینه‌سوتا واقع شده‌است.

## خصوصیات
زامبروتا ۶٫۹۴ کیلومترمربع مساحت و ۳٬۲۵۲ نفر جمعیت دارد و ۳۰۲ متر بالاتر از سطح دریا واقع شده‌است.